# Sinalização celular
A sinalização celular faz parte de um complexo sistema de comunicação que governa e coordena as atividades e funções celulares. A habilidade que as células possuem em perceber e correctamente responder ao seu ambiente envolvente, forma a base do desenvolvimento, da reparação de tecidos, da imunidade e de outras funções de homeostasia em tecidos. Erros existentes no processamento de informação celular são responsáveis por doenças como o cancro, a autoimunidade e diabetes. Ao se entenderem melhor os processos de sinalização celular, muitas doenças poderão ser tratadas de maneira mais eficaz e, em teoria, tecidos artificiais poderão ser fabricados.
A linha tradicional de investigação em biologia tem-se focado em estudar partes das vias de sinalização celular. O estudo de sistemas biológicos ajuda na compreensão da estrutura subjacente das redes de sinalização e em perceber como as mudanças nessas redes afectam a transmissão de informação.

## Sinalização celular em organismos uni e multicelulares
A sinalização celular tem sido estudada de maneira mais profunda no contexto das doenças humanas e na sinalização entre células de um único organismo. No entanto, a sinalização celular pode também ocorrer entre células de organismos diferentes. Em muitos mamíferos, as células embrionárias trocam sinais com as células do útero. No tracto gastrointestinal humano, as bactérias trocam sinais entre si e com as células epiteliares e do sistema imunitário Durante o processo de reprodução em Saccharomyces cerevisiae, algumas células enviam sinais peptídicos (factores de conjugação) para o meio ambiente onde se encontram. Estes factores de conjugação podem-se ligar receptores da superfície celular de outros indivíduos da espécie, induzindo o processo de reprodução.

### Tipos de sinais
Alguns tipos de comunicação célula a célula requerem que estas estejam em contato direto. Algumas células formam junções comunicantes que fazem a conexão entre os seus citoplasmas. No músculo cardíaco, estas junções permitem a propagação do potencial de acção a partir do pacemaker cardíaco até outras regiões do coração, fazendo com o órgão se contraia coordenadamente.
A via de sinalização Notch é um exemplo de sinalização justácrina em que duas células adjacentes têm que ter contato físico para que se processe a comunicação. Este requerimento de contato direto permite um controle preciso da diferenciação celular durante o desenvolvimento embrionário. Na espécie Caenorhabditis elegans, duas células da gônada em desenvolvimento têm iguais hipóteses em terminar a sua diferenciação ou em se tornar numa célula precursora uterina que continuará a dividir-se. A escolha de qual das células continua a dividir-se é controlada por competição de sinais na superfície celular. Uma das células irá produzir maior quantidade de uma proteína da superfície celular que ativará os receptores Notch na célula adjacente. Isto irá ativar um sistema de feedback que reduz a expressão de receptores Notch na célula que se irá diferenciar e aumentá-los na superfície da célula que continuará como célula estaminal.
As moléculas de sinalização celular podem ser até moléculas pequenas, como os gases. As moléculas de sinalização gasosas são detetadas por gasorrecetores que se ligam aos gases através do grupo heme ou iões de cobre. A guanilato ciclase sensível ao óxido nítrico é um dos melhores exemplos de gasorreceptor. Outros exemplos incluem os gasorreceptores sensíveis ao etileno nas plantas e os gasorreceptores sensíveis ao monóxido de carbono nos microrganismos. Os gasorreceptores podem ser tanto enzimas como fatores de transcrição. Muitos sinais celulares são transportados por moléculas que são libertadas por uma célula e que depois se movem até entrarem em contato com outras células. Os sinais endócrinos são denominados de hormonas. As hormonas são produzidas por células endócrinas e viajam pelo sangue para alcançar outras partes do corpo. A especificidade da sinalização é controlada se determinada célula puder responder a um sinal específico. A sinalização parácrina tem como alvo apenas as células que estão na vizinhança da célula emissora do sinal. Os neurotransmissores são um exemplo deste tipo de sinalização. Algumas moléculas podem funcionar simultaneamente como hormonas e neurotransmissores. Por exemplo, a epinefrina e a norepinefrina podem funcionar como hormonas quando libertadas pela glândula adrenal, sendo transportadas através da corrente sanguínea até ao coração. A norepinefrina pode também ser produzida pelos neurónios, funcionando como neurotransmissores no cérebro. O estrogénio pode ser libertado pelo ovário e funcionar como hormona ou actuar localmente via sinalização autócrina ou parácrina.

### Receptores de sinais celulares
As células recebem informação do seu ambiente envolvente através de uma classe de proteínas denominada receptores. O receptor Notch é uma proteína da superfície celular que possui esta função. Os animais possuem um conjunto de genes que codificam proteínas sinalizadoras que interagem especificamente com estes receptores Notch e que estimulam uma resposta em células que possuam estes receptores na sua superfície. As moléculas que activam (ou em alguma casos, inibem) os receptores podem ser classificadas como hormonas, neurotransmissores, citocinas ou factores de crescimento, mas todas elas são chamadas de ligandos de receptores. Os detalhes da interacção receptor-ligando são essenciais no processo de sinalização celular.

## Classificação da comunicação intercelular
Em endocrinologia, o estudo da sinalização celular em animais, a sinalização intercelular está subdividida da seguinte maneira:
- Sinais endócrinos são produzidos por células endócrinas e viajam através do sistema circulatório até chegarem a todas as partes do corpo.
- Sinais parácrinos são enviados apenas às células na vizinhança da célula emissora. Os neurotransmissores são um exemplo.
- Sinais autócrinos apenas afectam as células que são do mesmo tipo celular que a célula emissora. Um exemplo são as células do sistema imunitário.
- sinais holócrinos são transmitidos através das membranas celulares, via componentes proteicos ou lipídicos, integrais À membrana, e que são capazes de afectar quer a célula emissora quer as células imediatamente adjacentes.

## Luz como forma de comunicação celular
Um estudo científico, utilizando o ciliado Paramecium caudatum, sugere que diversas populações celulares usam 2 ou mais frequência de luz para efectuar transferência de informação, influenciando o input energético, a divisão celular e o crescimento.